# Relações entre Armênia e Geórgia
As relações entre Armênia e Geórgia são as relações diplomáticas estabelecidas entre a República da Armênia e a Geórgia, estabelecidas em 17 de julho de 1992. Ambos são vizinhos, com uma extensão de 164 km na fronteira entre os dois países. Armênia e Geórgia são também ex-repúblicas da União Soviética.